# Krzysztof Fitzner
Krzysztof Stanisław Fitzner – polski inżynier, profesor nauk technicznych.

## Życiorys
W 1967 r. ukończył studia metalurgiczne w Akademii Górniczo-Hutniczej im. Stanisława Staszica, w 1973 r. obronił pracę doktorską, w 1984 r. habilitował się. W 1996 r. uzyskał tytuł profesora nauk technicznych.
Został zatrudniony w Akademii Górniczo-Hutniczej im. Stanisława Staszica w Krakowie, w Politechnice Śląskiej, oraz w Instytucie Podstaw Metalurgii im. Aleksandra Krupkowskiego PAN.
Jest członkiem Komisji Nauk Technicznych PAU, oraz był członkiem Komitetu Metalurgii PAN.

## Odznaczenia
- Złoty Krzyż Zasługi (2002)[3]